# Minas Tirith
Minas Tirith (sin. Wieża Czat, do 2002 roku Trzeciej Ery Minas Anor, sin. Wieża Słońca) – miasto-twierdza ze stworzonej przez J.R.R. Tolkiena mitologii Śródziemia; stolica Gondoru od 1640 roku Trzeciej Ery.

## Historia
Zostało zbudowane przez númenorejskich wygnańców przybyłych do Śródziemia jako siedziba Anáriona i jego królewskiego rodu. Po zarazie, która zabiła większość mieszkańców Osgiliath, Minas Anor stało się stolicą Gondoru. Swoją funkcję zachowało również w czasach rządów namiestników Gondoru. Pierwotna nazwa miasta, Minas Anor, została zmieniona, gdy Minas Ithil zdobyły Upiory Pierścienia, od tej pory bowiem Minas Tirith stało na straży przed złem Mordoru i Morgulu. Z biegiem czasu Gondor podupadał i malała liczba ludności Minas Tirith.

## Opis i plan miasta

Hipotetyczny plan miasta

Minas Tirith wznosiło się na wysokość trzystu metrów ponad równiną. Leżało na siedmiu poziomach, każdy z nich otoczony był własnym murem. Mur pierwszego poziomu był czarny, zbudowany w czasach świetności Numenorejczyków, prawdopodobnie z tego samego materiału co wieża Orthanku. Mury pozostałych poziomów były zbudowane z białego kamienia. Za Wielką Bramą leżał dziedziniec, a za nim (aż do wysokości ostatniego poziomu grodu) skalna ostroga, dzieląca każdy z murów (prócz pierwszego i muru Cytadeli) na pół. Obie części każdego kręgu łączył tunel przechodzący przez ostrogę. Każdy krąg miał oddzielną bramę: Wielkie Wrota wychodziły na wschód, druga brama na południowy wschód, trzecia na północny wschód i tak dalej.
Za bramą Cytadeli (siódmy poziom) znajduje się plac z fontanną, gdzie rosło Białe Drzewo. Cytadelę wieńczyła Biała Wieża, mierząca 50 sążni (ok. 100 m) i mieszcząca m.in. salę tronową, pomieszczenia dla straży oraz komnatę, gdzie przechowywany był palantír. Na tym poziomie wznosił się też pałac królewski, Wielka Sala Uczt oraz dom, w którym zamieszkał Gandalf i Pippin w czasie ich pobytu w mieście.
Wśród innych budowli stolicy Gondoru Tolkien wymienił starą oberżę przy Rath Celerdain (ulicy Latarników), wychodzącej na Wielką Bramę, domy uzdrowień w szóstym kręgu, domy dla posłańców i stajnie dla ich koni (także w szóstym kręgu) i groby królów oraz namiestników przy Rath Dínen.
Podczas bitwy na Polach Pelennoru Wielka Brama została zburzona. Po zakończeniu wojny krasnoludowie z Ereboru pod kierownictwem Gimlego wykonali nową bramę ze stali i mithrilu. Po wojnie o Pierścień, na początku Czwartej Ery, wieża została z powrotem przemianowana na Minas Anor.

### Biała Wieża
Informacje na jej temat można też znaleźć w Dodatkach do Władcy Pierścieni.
Była to najwyższa wieża Minas Tirith, położona w Cytadeli, siódmym poziomie miasta. Wzniósł ją król Calimehtar w 1900 roku Trzeciej Ery. Została odbudowana, czy też odrestaurowana, przez namiestnika Ectheliona I (dlatego też często nazywano tę budowlę Wieżą Ectheliona). W nienaruszonym stanie przetrwała do Czwartej Ery.
Wieża została wzniesiona z białego kamienia. Miała wysokość pięćdziesięciu sążni, od podstawy aż do szczytu. Była to nader okazała budowla, wystrzelająca pośród ostatniego i najwyższego obrębu murów, rozbłysła na tle nieba jak iglica z pereł i srebra, smukła, piękna, kształtna, uwieńczona szczytem iskrzącym się jak kryształ.
Biała Wieża była budowlą wolno stojącą lub połączoną z Domem Króla. Na parterze znajdowała się sala tronowa, zwana Salą Wieżową. Wyżej mieściły się różne komnaty (m.in. komnata namiestnika, sala narad, być możne apartamenty królewskie), a pod samym szczytem wieży tajemna izba, w której przechowywano Kryształ Anoru, jeden z palantírów. W podziemiach budowli znajdowały się składy i spiżarnie elitarnych oddziałów Straży Cytadeli.
W ekranizacji Władcy Pierścieni reżyserii Petera Jacksona Biała Wieża pojawia się w filmie Powrót króla (widać ją też w krótkiej migawce w Drużynie Pierścienia, w scenie przyjazdu Gandalfa do Minas Tirith). W przeciwieństwie jednak do powieści, we wnętrzu budowli nie mają miejsca żadne sceny. Sala tronowa w filmie nie mieści się w wieży, lecz w sąsiednim budynku pałacowym. Jedynie w wersji reżyserskiej (rozszerzonej) Powrotu króla, wydanej na DVD, można zobaczyć, jak  z wnętrza Białej Wieży wychodzi namiestnik Denethor wraz z orszakiem niosącym jego syna, Faramira, do grobowca.

### Domy Uzdrowień
Był to kompleks budynków w południowo-wschodniej części szóstego poziomu Minas Tirith, niedaleko bramy cytadeli, służący jako szpital. Składał się z kilku budynków posiadających numery pokoi dla pacjentów. Pracowali tam wykształceni lekarze (znający m.in. quenyę), posługujący się m.in. ziołami, które znajdowały się pod kontrolą Głównego Zielarza. Zarządca Domów Uzdrowień kierował wszystkimi pracownikami. Okna jego pokoju wychodziły na wschód. Rozległe ogrody Domów Uzdrowień stanowiły rzadkość w Minas Tirith, a z ich murów można było obserwować Anduinę.
W 3019 roku Trzeciej Ery, po Bitwie na polach Pelennoru, leczono tam Faramira, Éowinę i Meriadoka Brandybucka. To stamtąd Éowina i Faramir obserwowali upadek Mordoru.

### Fen Hollen
Fen Hollen (Zamknięte Drzwi, oryg. Closed Door / Steward’s Door)
Była to ozdobna brama w wewnętrznej ścianie muru szóstego poziomu Minas Tirith. Prowadziła do Grobowców miasta i Rath Dínen, gdzie znajdowały się groby królów i namiestników Gondoru. Była strzeżona przez odźwiernego i zwykle zamknięta (otwierano ją tylko na czas pogrzebów).
Zwana też Drzwiami Namiestników. Nazwa we Wspólnej Mowie, Zamknięte Drzwi, jest dosłownym tłumaczeniem sindarińskiej nazwy Fen Hollen.

### Grobowce Minas Tirith
Są zaznaczone na planie Minas Tirith, sporządzonym wedle opisu Tolkiena przez Karen Wynn Fonstad w jej Atlasie Śródziemia.
- W angielskim oryginale – Hallows / Tombs
- Przekład Marii Skibniewskiej –  groby, miejsce uświęcone / grobowiec
- Przekład Jerzego Łozińskiego – Miasto Umarłych / grobowce
- Przekład Marii i Cezarego Frąców – święte miejsce / królewskie grobowce

Była to nekropolia Minas Tirith, położona na wąskim skalnym ramieniu łączącym górę Mindolluinę z Wzgórzem Straży, na którym leżało miasto. Ramię to znajdowało się na wysokości piątego poziomu Minas Tirith. Wejście do Grobowców, Fen Hollen, było w wewnętrznej ścianie muru szóstego poziomu. Stamtąd ścieżka zbiegała kamiennym korytarzem aż do Rath Dínen, głównej alei nekropolii. W miejscu tym chowani byli monarchowie Gondoru (w Domu Królów) oraz namiestnicy (w Domu Namiestników). Spoczywali tam też inni wybitni przedstawiciele rodów Południowego Królestwa, piastujący wysokie urzędy oraz bohaterowie wojenni (choćby Borondir). W Czwartej Erze pochowano tam dwóch sławnych hobbitów, zmarłych w Gondorze: Meriadoka Brandybucka i Peregrina Tuka.
Grobowce były dla Gondorczyków świętym miejscem. Wolno tam było wchodzić tylko podczas pogrzebów i nikt nie mógł dobywać w tym miejscu broni. Na co dzień mogli tam się poruszać jedynie członkowie służby grobowej, dbający o nekropolię.
W trakcie Wojny o Pierścień doszło w Grobowcach do dramatycznych wydarzeń: w obronie Faramira gwardzista Beregond zabił trzech ludzi, a namiestnik Denethor II popełnił samobójstwo spalając się na stosie.
W ekranizacji Władcy pierścieni pokazane zostały również Grobowce Minas Tirith. Można je zobaczyć w filmach Dwie wieże i Powrót króla. W pierwszym z nich nekropolię widać w krótkiej scenie, przedstawiającej przyszłe losy Arweny (jej udział w pogrzebie Aragorna). W drugim filmie grobowce ukazano nieco dokładniej, zwłaszcza w wersji reżyserskiej (rozszerzonej) Powrotu króla. Ich położenie różni się jednak nieco od książkowego opisu: w filmie znajdują się na odrębnym wzgórzu, połączonym z wzgórzem cytadeli (siódmego poziomu Minas Tirith) kamiennym mostem, wznoszącym się ponad leżące niżej miasto.

### Merethrond
- W angielskim oryginale – Merethrond / Great Hall of Feasts
- Przekład Marii Skibniewskiej – Merethrond / Wielka Sala Uczt
- Przekład Jerzego Łozińskiego – Meretrond / Wielka Sala Uczt
- Przekład Marii i Cezarego Frąców – Merethrond / Wielka Sala Ceremonialna

Wielka sala reprezentacyjna w Cytadeli Minas Tirith. Zapewne była częścią Domu Króla, nie jest jednak wykluczone, iż mieściła się w osobnym budynku. Wyprawiano w niej wielkie królewskie uczty. Jedna z nich odbyła się 18 lipca 3019 roku Trzeciej Ery, już po pokonaniu Saurona. Uczestniczyli w niej m.in. król Elessar, królowa Arwena, król Éomer, członkowie Drużyny Pierścienia, Galadriela, Celeborn i Elrond.
Nazwa we Wspólnej Mowie jest dosłownym tłumaczeniem sindarińskiego miana Merethrond.

### Rath Dínen
Rath Dínen (Ulica Milczenia, oryg. Silent Street) była centralną aleją Grobowców Minas Tirith, biegnącą od drzwi Fen Hollen aż do ścian góry Mindolluiny. Znajdowały się przy niej ważne grobowce, jak Dom Królów i Dom Namiestników.
Nazwa alei w Westronie jest dosłownym tłumaczeniem sindarińskiej nazwy Rath Dínen.

## Przedpola Minas Tirith

### Kurhany Mundburga
- W angielskim oryginale – Mounds of Mundburg
- Przekład Marii Skibniewskiej – mogilne kopce Mundburga (wzgórza)[b]
- Przekład Jerzego Łozińskiego – Kurhany Mundburga
- Przekład Marii i Cezarego Frąców – Mogiły Mundburga

Były to długie, pokryte trawą kurhany, leżące blisko Minas Tirith. Pochowano w nich wojowników Rohanu i Gondoru, poległych w bitwie na polach Pelennoru, także dowódców (m.in. Forlonga, Hirluina, Grimbolda, Dúnhere’a, Derufina i Duilina).
Określenie „Kurhany Mundburga” było używane przez Rohirrimów, oni to bowiem nazywali Minas Tirith Mundburgiem (w ich mowie znaczyło to Strażniczy gród).

### Pelennor
Pola Pelennoru, to rozległe podmiejskie tereny wokół Minas Tirith. Były to żyzne ziemie, bogate w pola uprawne i sady, zamieszkane w większości przez rolników. Gdy Ithilien dostało się pod władzę Saurona (w 2954 roku Trzeciej Ery), cały ten obszar otoczono murem Rammas Echor i nazwano Pelennorem. Pod koniec Trzeciej Ery, z powodu zagrożenia wojną, mieszkało tam jednak niewielu ludzi.
Podczas Wojny o Pierścień (13 marca 3019 roku) wojska Saurona zajęły ten obszar i spaliły większość zabudowań. Dwa dni później doszło na polach Pelennoru do wielkiej bitwy między armią Mordoru a wojskami Gondoru, Rohanu i Szarą Drużyną, którą poprowadził do walki Aragorn.
Po pokonaniu Saurona, za panowania króla Elessara, ludność niewątpliwie powróciła na ten teren.
Nazwa Pelennor pochodzi z sindarinu i znaczy w tej mowie Ogrodzona ziemia (bądź Ogrodzony teren).
W ekranizacji „Władcy Pierścieni” również wymienia się tę nazwę, Pelennor jednak różni się znacznie od opisu książkowego. W filmie Powrót króla to pusta trawiasta równina, bez żadnych zabudowań, nieotoczona murami.

### Rammas Echor
- W angielskim oryginale – Rammas Echor / walls of the Pelennor
- Przekłady Marii Skibniewskiej, Jerzego Łozińskiego oraz Marii i Cezarego Frąców – Rammas Echor / mury Pelennoru

Był to wielki mur otaczający pola Pelennoru. Wzniesiony został około 2954 roku Trzeciej Ery, za rządów namiestnika Ectheliona II, gdy Ithilien znalazło się pod panowaniem Saurona. Stanowił zewnętrzny pas fortyfikacji  broniących przedmieść Minas Tirith.
Mur miał ponad 10 staj długości. Biegł od podnóży góry Mindolluiny i wracał do nich zatoczywszy wielki łuk wokół Pelennoru. Szczególnie wysoki i potężny był w części północno-wschodniej, gdzie wznosił się na urwistej skarpie ponad nadrzeczną równiną. Tam właśnie wzmacniały go Strażnice, strzegące bramy skierowanej ku Osgiliath. W części południowej mur biegł tuż nad wodami Anduiny. Tam też w ciągu fortyfikacji leżała przystań Harlond. Poza bramą wschodnią istniały jeszcze dwie inne – w części północnej muru (biegł do niej Wielki Gościniec Zachodni z Anórien; tamtędy wjechali Gandalf i Peregrin Tuk) oraz w części południowo-zachodniej, gdzie przebiegał Gościniec Południowy z Pelargiru.
Podczas Wojny o Pierścień całe fortyfikacje były remontowane. Nie na wiele to się zdało – łatwo zostały zdobyte (13 marca 3019 roku), gdy od strony Osgiliath uderzyły wojska Wodza Nazgûli, a od północy druga armia Mordoru, która wcześniej zdobyła Cair Andros. Mury zostały w większości zburzone w czasie szturmu. Podczas oblężenia Minas Tirith część oddziałów orków dalej niszczyła ich resztki (przez co nieświadomie ułatwili szarżę Rohirrimom w bitwie na polach Pelennoru).
Fortyfikacje być może zostały odbudowane po pokonaniu Saurona, za rządów króla Elessara. Zwano je też Zewnętrznym Murem i  murami Pelennoru.
Nazwa Rammas Echor pochodzi z sindarinu i znaczy w tej mowie Wielki mur zewnętrznego okręgu.

### Strażnice na Grobli
W ekranizacji powieści (reżyseria Peter Jackson), w filmie Powrót króla budowla ta została pominięta.
- W angielskim oryginale – Causeway Forts
- Przekład Marii Skibniewskiej – Strażnice na Grobli, forty na Grobli
- Przekład Jerzego Łozińskiego – Grobla, Brody na Grobli (sic!)
- Przekład Marii i Cezarego Frąców – forty na Grobli

Były to dwie wysokie wieże, strzegące wschodniej bramy murów Rammas Echor oraz Grobli, drogi prowadzącej z Osgiliath do Minas Tirith. Wzniesione zostały zapewne około 2954 roku Trzeciej Ery, tak jak pozostałe fortyfikacje. Były obsadzone stałą załogą.
Podczas Wojny o Pierścień Faramir na czele swoich oddziałów (13 marca 3019 roku) starał się obronić Strażnice przed atakiem armii Wodza Nazgûli, lecz mimo zaciętego oporu został odepchnięty. Obie wieże zostały najpewniej zniszczone podczas walki. Być może odbudowano je po pokonaniu Saurona, za rządów króla Elessara.
W sindarinie zwano je Beraid (Bered) Ondrath; znaczy to Wieże kamiennej drogi.

## Interpretacja
W twórczości Tolkiena widać problem odkupienia i zmartwychwstania, a także motyw eukatastrofy. Tolkien, niezadowolony z efektów swej twórczości, wielokrotnie wracał do podjętych wcześniej wątków, by opisać je na nowo, lepiej. We "Władcy Pierścieni" powracają więc motywy obecne we wcześniejszych tekstach Tolkiena, wydane później w "Silmarillionie". Minas Tirith stanowi wśród nich odpowiedź na Gondolin. Oba państwa łączą polityka, struktura i historia. Tolkien opisywał je w podobny sposób. Pippin dostrzega w Minas Tirith biało-szare, lśniące ściany, podobnie jak Tuor w Goldolinie. Siedmiu bramom Gondolinu odpowiada 7 poziomów stolicy Gondoru, rozdzielonych oczywiście bramami. Kolejnym wspólnym elementem są sekretne wyjścia w góry. Pod względem politycznym każde z tych miast jest ostatnim pozostałym z trójki. Godolin ostał się po upadku elfickich królestw Nargothrondu i Doriathu. Minas Tirith jest ostatnim bastionem po opanowaniu miast Minas Ithil i Osgiliath. Co więcej, prawowity władca Gondoru Aragorn był dalekim potomkiem władcy Gondolinu Turgona. Obaj też ci władcy byli uchodźcami bądź ich potomkami. Turgon z resztą Noldorów uszedł z Valinoru, podczas gdy Aragon i jego przodkowie pochodzi od Elendila, który uszedł do Śródziemia przed zagładą Numenoru. Obu też zagraża wróg, w pierwszym przypadku wojska Angbandu, w drugim Mordoru, w każdym z przypadków znacznie liczniejszych od sił broniących miasta. W obu państwach ginie dotychczasowy władcza, i Turgon, i ogarnięty emocjami Denethor, udaje się jednak uratować Ekteliona i Faramira.
Tym, co je różni, jest ich los, poza mniejszymi różnicami. Gondolin był bowiem państwem elfów, Gondor zaś ludzi. Po oblężeniu bowiem Gondolim pada przed siłami Angbandu, Minas Tirith zaś udaje się przetrwać, by istnieć w nowej erze dziejów Ziemi. W ten sposób Tolkien rozwiązuje poprzednich er. Zarazem odwołuje się do chrześcijańskich pojęć wiary, odkupienia i zmartwychwstania. Wydaje się bowiem, że pośród wojny nie ma już żadnej nadziei dla oblężonego miasta, którego bramy zburzono, a siły wroga znacznie przeważają. Kiedy nadzieja ginie, dochodzi do jednego z trzech eukatastroficznych zwrotów akcji podczas bitwy na polach Pelennoru: przybywa odsiecz w postaci rohirrimskich jeźdźców. Kolejnym jest zgon prowadzącego mordorskie wojska Nazgula. Ostatni zaś to przybycie Aragorna ze wsparciem. Nagłe zwroty akcji ratują miasta, zgodnie z chrześcijańskimi poglądami Tolkiena zwyciężają wiara i dobro, a zło zostaje pokonane.